# Afrohelcon minutus
Afrohelcon minutus är en stekelart som beskrevs av Van Achterberg 1990. Afrohelcon minutus ingår i släktet Afrohelcon och familjen bracksteklar. Inga underarter finns listade i Catalogue of Life.